# Nasim Pedrad
Nasim Pedrad (Teherán, Irán, 18 de noviembre de 1981) es una actriz y comediante estadounidense-iraní, que fue parte del reparto de Saturday Night Live.

## Vida y carrera
Nasim Pedrad nació en Teherán, Irán. Pedrad y sus padres vivieron en Teherán hasta 1984, antes de emigrar a Estados Unidos cuando Nasim tenía dos años de edad. Su hermana menor, Nina Pedrad, es escritora de series de comedia como 30 Rock, en sus últimas dos temporadas, actualmente escribe para New Girl. Nasim se crio en Irvine, California, y se graduó de University High School, (donde también asistió Will Ferrell) y más tarde asistió a UCLA School of Theatre en 2003 y fue parte de UCLA Spring Sing Company.
Pedrad realizó presentaciones con Sunday Company en The Groundlings y frecuentemente realizaba presentaciones en solitario para el show, Me, Myself & Iran, en ImprovOlympic y en Upright Citizens Brigade Theater de Los Ángeles. El show fue seleccionado para el festival de comedia de HBO en Las Vegas en 2007, donde recibió un premio de LA Weekly como, Mejor Comediante del Año.
Pedrad fue invitada a Gilmore Girls entre 2007 a 2009, también recibió un rol en ER como Enfermera Suri. En 2011, participó como actriz de voz en la serie de Fox, Allen Gregory. Después tuvo un pequeño rol en la película de 2011, No Strings Attached. En 2012 participó como actriz de soporte en voz, para la serie The Lorax y una pequeña aparición en la película, The Dictator. En 2013 tuvo otra aparición como actriz de soporte en voz para Despicable Me 2.

### Saturday Night Live
Pedrad se unió al repertorio de Saturday Night Live, en 2009 como parte de la temporada 35 (2009-2010), Pedrad es una de los pocos miembros de SNL nacidos en el extranjero (junto a Tony Rosato, Pamela Stephenson, Morwenna Banks y Horatio Sanz). Para la temporada 2011-2012, Pedrad pasó a ser del repertorio principal de SNL, después de dos años como actriz recurrente y,debido a la salida de Kristen Wiig y Abby Elliott, es la actriz con más tiempo en el programa.

#### Personajes recurrentes
- Bedelia, una adolescente que pasa más tiempo con sus padres que con sus amigos.
- Li'l Blaster, coanimadora de Underground Rock Minute, junto con DJ Supersoak (Jason Sudeikis) y MC George Castanza (Jay Pharoah).
- Pipa, uno de los cantantes de apoyo de What Up With That?.
- La traductora de Hu Jintao, en las reuniones de G20.
- Wanda Ramirez, uno de los periodistas de WXPD News.
- Nancy, una de las cantantes de The Lawrence Welk Show.
- Shallon, una estudiante.

#### Imitaciones
- Arianna Huffington
- Kim Kardashian
- M.I.A.
- Aziz Ansari
- Nicki Minaj
- Kelly Ripa
- Barbara Walters
- Hoda Kotb
- Lea Michele
- Christina Aguilera
- Bruno Mars
- Paula Abdul
- Mary-Kate Olsen
- Michelle Malkin
- Kristin Chenoweth
- Natalie Portman

## Filmografía

### Películas
| Año  | Título                     | Rol              | Notas              |
| ---- | -------------------------- | ---------------- | ------------------ |
| 2012 | El Dictador                | Animadora        | Secundario         |
| 2012 | The Lorax                  | Mamá de Once-ler | Secundario (Voz)   |
| 2013 | Gru: Mi villano favorito 2 | Jillian          | Protagonista (Voz) |
| 2014 | Dulces criaturas           | Rebekkah         | Protagonista       |
| 2019 | Aladdín                    | Dalia            | Protagonista       |
| 2020 | Atrapa ese email           | Westley          | Protagonista       |

### Televisión
| Año         | Título                            | Rol            | Notas             |
| ----------- | --------------------------------- | -------------- | ----------------- |
| 2007        | The Winner                        | Camarera       | 1 episodio        |
| 2007        | Gilmore Girls                     | Camarera       | 1 episodio        |
| 2007 - 2009 | ER                                | Enfermera Suri | 9 episodios       |
| 2009        | It's Always Sunny in Philadelphia | Lucy           | 1 episodio        |
| 2011        | Allen Gregory                     | Val / Brinique | 7 episodios (Voz) |
| 2013        | The Awesomes                      | Varios         | 5 episodios (Voz) |
| 2014 - 2015 | Mulaney                           | Jane           | 13 episodios      |
| 2015        | Scream Queens                     | Gigi Caldwell  | 11 episodios      |
| 2015 - 2018 | New Girl                          | Aly Nelson     | 28 episodios      |
| 2017        | Brooklyn Nine-Nine                | Katie Peralta  | 1 Episodio        |